# バンメンタール
バンメンタール (ドイツ語: Bammental) はドイツ連邦共和国バーデン＝ヴュルテンベルク州ライン＝ネッカー郡に属す町村（以下、本項では便宜上「町」と記述する）。

## 地理
バンメンタールはライン＝ネッカー大都市圏に含まれる。ハイデルベルクから直線距離で約9km南東、エルゼンツタールのジンスハイムから13km北に位置する。バンメンタールにはライルスハイム地区が含まれる。

### 隣接する市町村
隣接する市町村は、ハイデルベルク、ネッカーゲミュント、ヴィーゼンバッハ、マウアー、ガウアンゲルロッホおよびガイベルクである。

### 自治体の構成
自治体としてのブンメンタールには、主邑であるブンメンタールの他に壁紙工場の発電所や幼若家畜放牧場ホルムートの建物の地所が含まれる。

## 歴史
ローマ街道やローマ時代の建物の遺跡は、ローマ人たちがここに村を築いていたことを示している。
769年にフランク人の樹てた現在のライルスハイム地区(Reilsheim)が初めて、「Risolfesheim」という名前でロルシュ文書に記録されている。バンメンタールはライルスハイムの拡張によって西暦1000年前後に建設されたと考えられている。1016年の文書に「Benemaden」という名で初めて記載されているが、この文書は信憑性の乏しい文書で、確実な資料となると12世紀のものが最も古い記録となる。両村は、おそらく13世紀にはすでに共同で行政運営されていたと考えられるが、村自体は離れて存在していた。1628年に両村の中心地のほぼ中間にあたるエルゼンツ川沿いにフォアシュテッテル(Vorstädtel)が建設された。フォアシュテッテルは現在も町の中間点に位置し、役場や事務所がここにある。
より古く、より広いライルスハイム村は元々中世盛期まではクライヒガウ伯領であり、その後シュタウフェン家の所領となった。1330年から1803年まで、この村はプファルツ選帝侯の高権下にあり、メッケスハイム・ツェントに属していた。様々な修道院やヒルシュホルン家がライルスハイムおよびバンメンタールに所領を有していたが、耕作地の2/3は農民の自由農地であった。18世紀にバンメンタールは、移住してきた農民たちで拡大し、ライルスハイムよりも大きな村となっていった。1803年にバンメンタールはバーデン領に移された。1831年以後ライルスハイムは独立した自治体になろうと試みたが、1841年に最終的に否決された。

### 人口推移

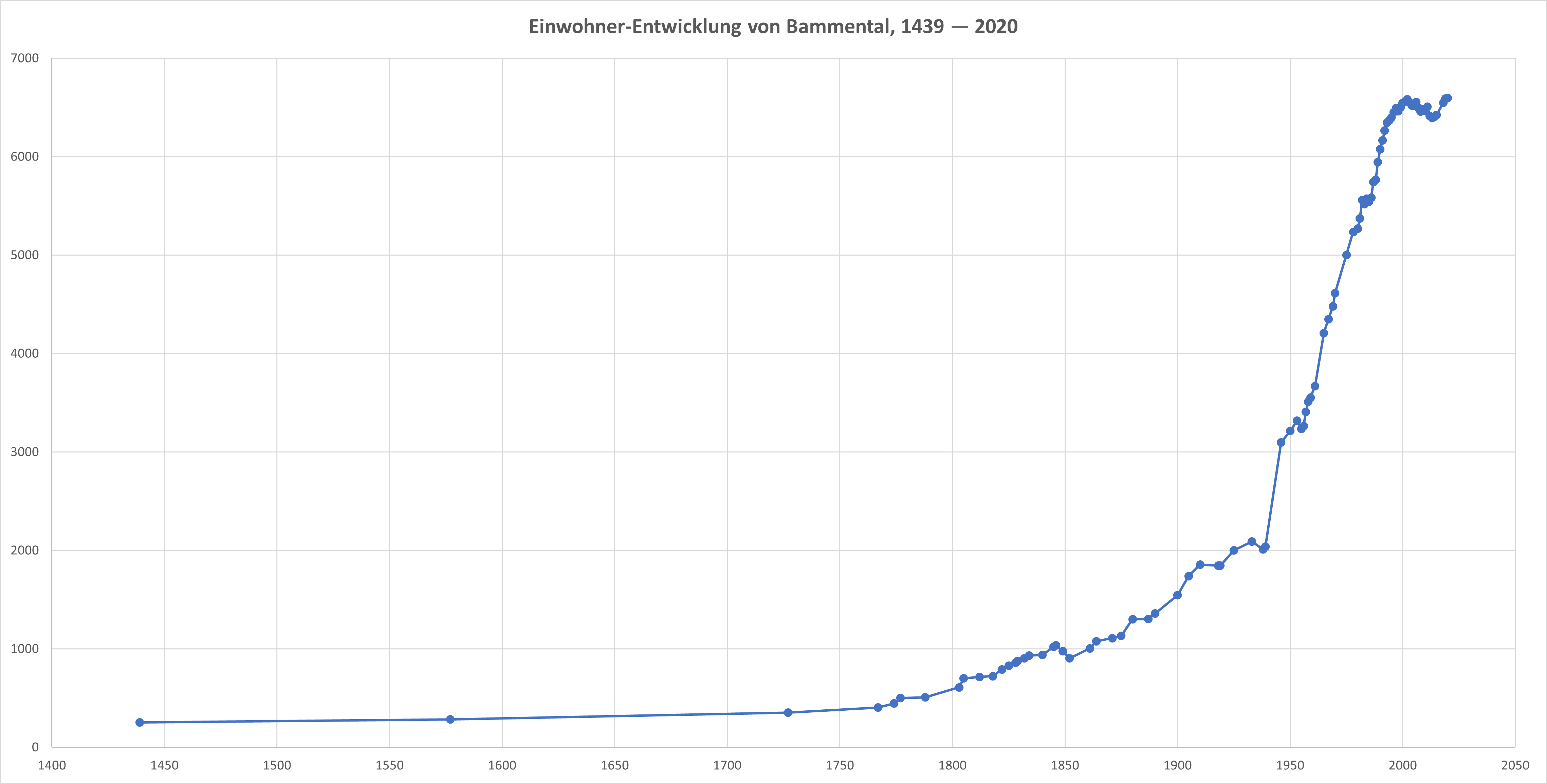
バンメンタールの人口推移

## 行政

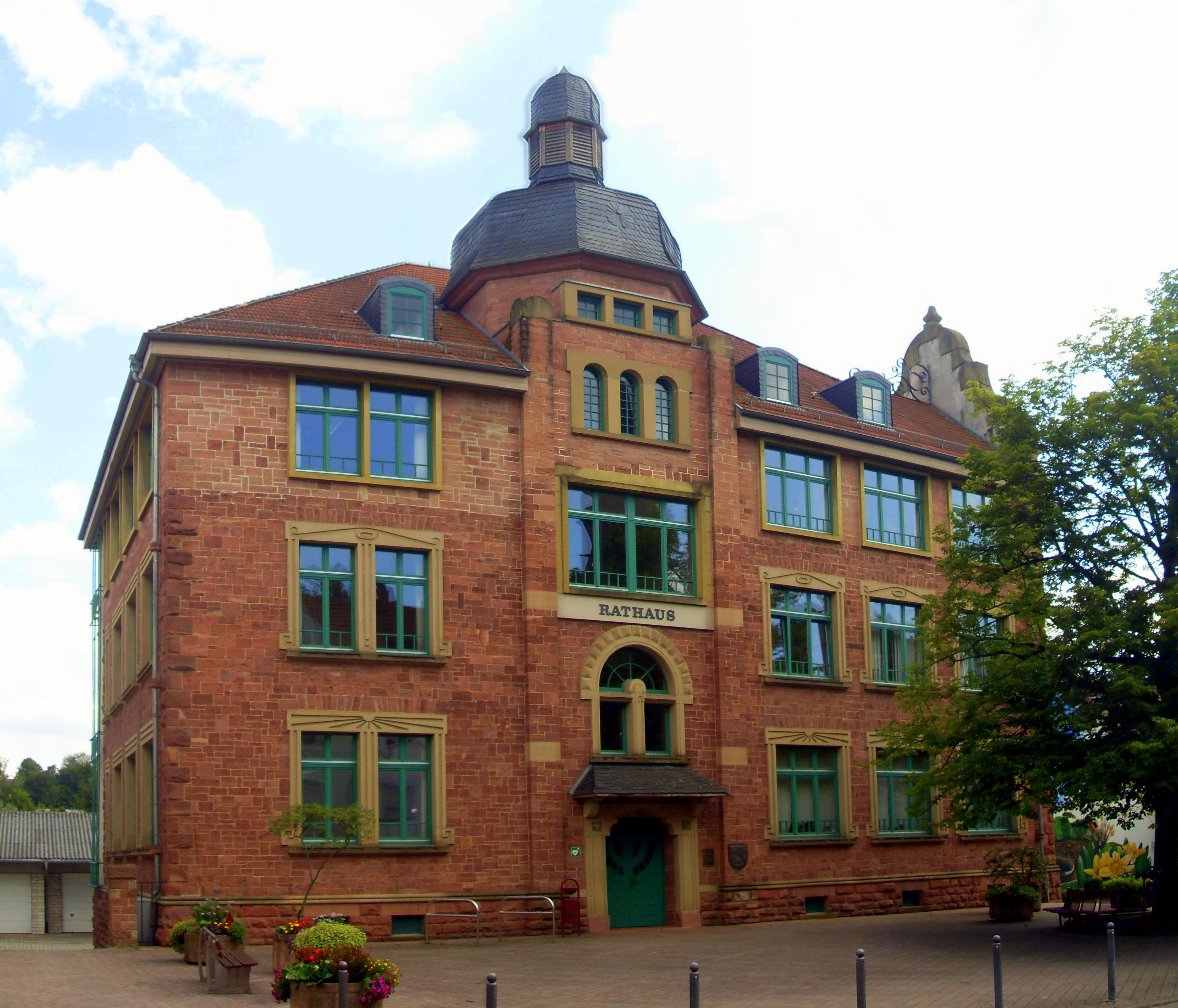
バンメンタールの町役場

### 議会
バンメンタールの議会は、議長を務める首長と、5年ごとに選出される18人の議員からなる。

### 首長
バンメンタールの首長はホルガー・カールである。

### 紋章
図柄: 基部から上に尾を引く銀の三角図形で三分されている。三角図形内には緑の葉を付けた赤い2本のチューリップ、その間に緑の幹に緑の葉を付けた広葉樹が描かれている。向かって左は、黒地に、赤い爪と赤い舌を出した左向き（向かって右向き）の金色のライオン。向かって右は、青と銀の斜め格子模様。
この紋章は、1747年に現れる裁判の印章にまで遡ることができ、1894年にゲネラルラントアルヒーフによって正式に町の紋章として認められた。ライオンと菱形（斜め格子模様）はプファルツ選帝侯を示す。木は、バンメンタール(Bammental)の語源が、「Baum im Tal」すなわち「谷間の木」に由来すると考える民間語源説に基づくものである。
旗は、緑 – 白で1965年に内務省の認可を得た。

### 友好都市
- Vertus（フランス、マルヌ県）

## 文化と見所

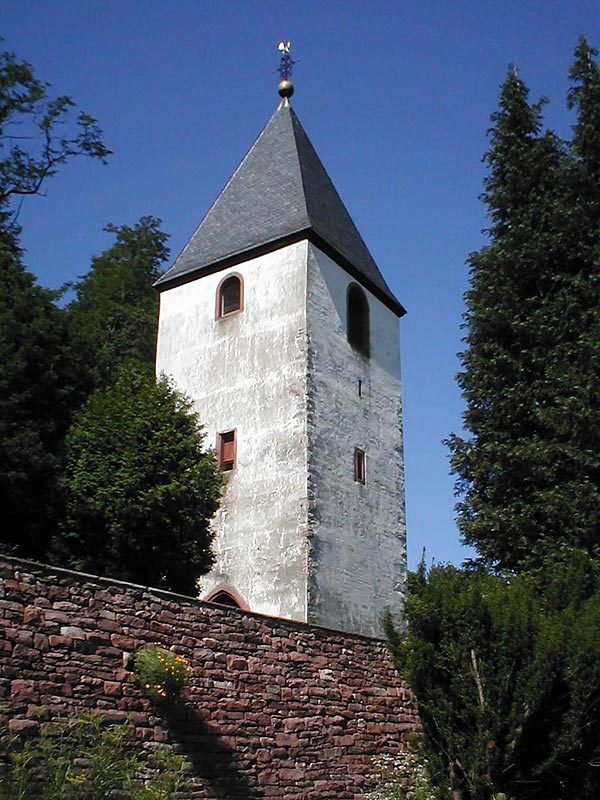
アルテ・トゥルム

### 建築
かつてのバンメンタール入植地およびライルスハイム入植地の中心部に1773年から74年に建設された2つの古い見張り塔が残されており「デルンドル」(Dörndl)と呼ばれる。フォアシュテッテルの高台には「アルテ・トゥルム」（古い塔）が建っている。この塔は、13世紀に建設され、1774年にバロック様式で立て替えられたが1896年に放棄された教会の教会塔である。新しいプロテスタント教会は1902年から1904年にヘルマン・ベハーゲルの設計に基づいて建設され、2007年に新しい鐘が備え付けられた。カトリック教会は1912年に建設され、1975年に拡張された。この地方に典型的な赤色砂岩で造られた町役場の近くに、1851年から1956年まで町役場として使われていた木組み建築が保存されている。町内にはこの他にも歴史的な木組み建築が遺されており、ライルスハイムには1593年の装飾豊かな建物がある。

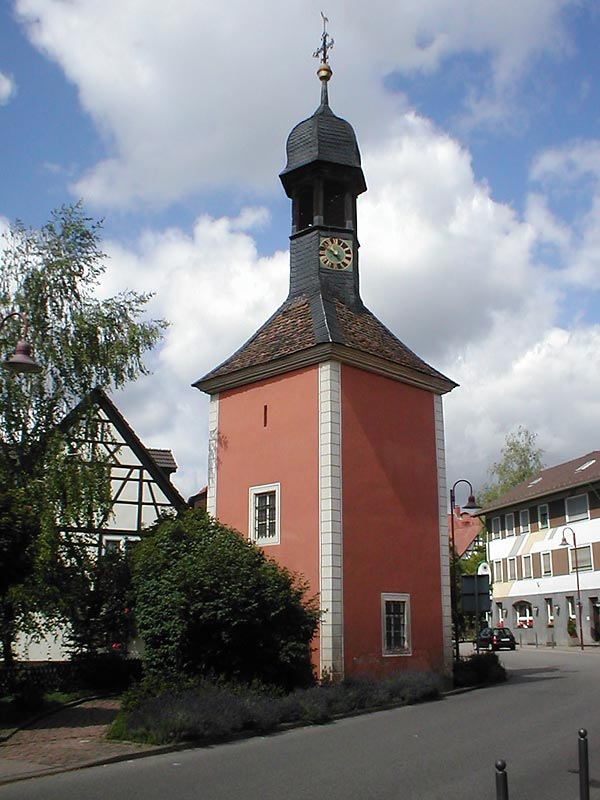
見張り塔
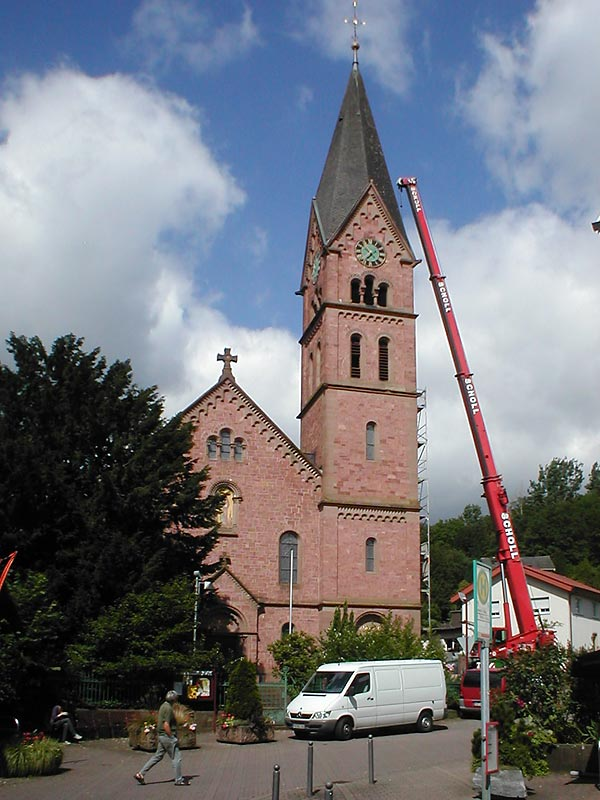
プロテスタント教会
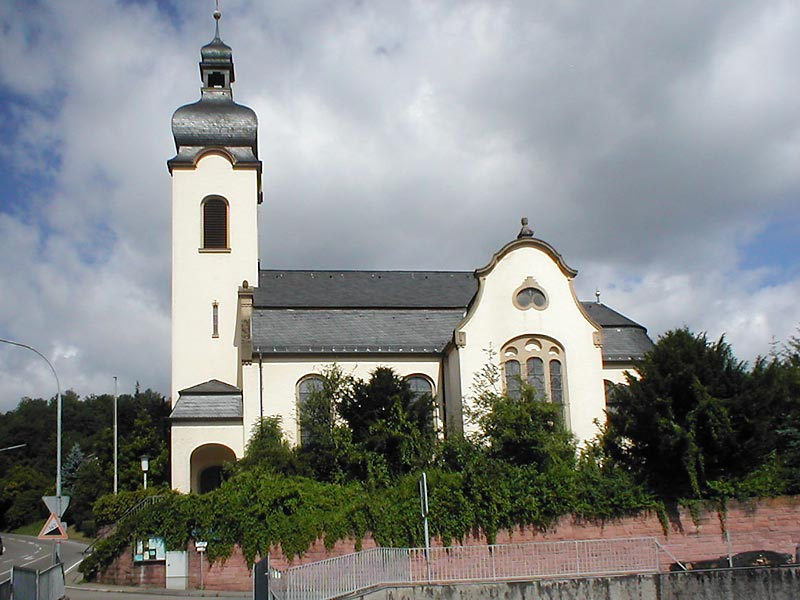
カトリックの聖ディオニス教会
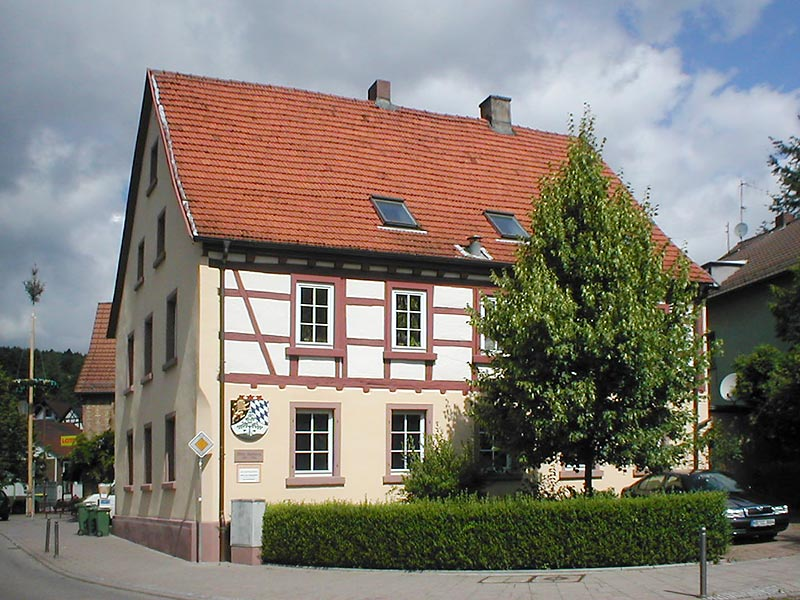
旧町役場
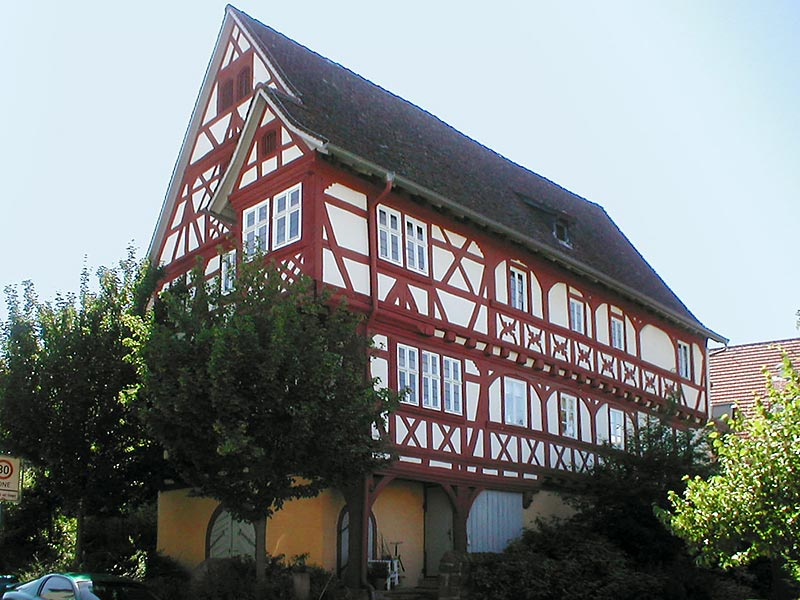
ライスハイムに遺る1593年の装飾豊かな木組み建築

### 博物館
バンメンタールの旧駅舎が郷土博物館となっている。この他の見所としては、アルテ・トゥルム近くのハーブ・薬草庭園がある。

## 経済と社会資本

### 交通
バンメンタールは、連邦道B45号線のネッカーゲミュントとジンスハイムの間に位置している。
バンメンタールには、ハイデルベルクからネッカーゲミュントおよびジンスハイムを経由してバート・フリードリヒスハルに至るエルゼンツタール鉄道の駅が2つある。古いバンメンタール駅とライルスハイム地区の駅である。ラインネッカーSバーンへの接続も計画されている。周辺の町へはバス路線が通っている。バンメンタールはライン＝ネッカー交通連盟のサービス提供地域に含まれている。

### 教育
この町には実業学校を併設した基礎課程・本課程学校とギムナジウム、および私立の全寮制クアプファルツ学校がある。

## 人物
- ハンス＝ディーター・フリック（1965年 - ）サッカー・ドイツ代表チーム副監督（2006年 - ）

## 引用
1. ↑  Statistisches Landesamt Baden-Württemberg – Bevölkerung nach Nationalität und Geschlecht am 31. Dezember 2023 (CSV-Datei)
2. ↑  Das Land Baden-Württemberg. Amtliche Beschreibung nach Kreisen und Gemeinden. Band V: Regierungsbezirk Karlsruhe Kohlhammer, Stuttgart 1976, ISBN 3-17-002542-2. S. 384–385
3. ↑  Herwig John, Gabriele Wüst: Wappenbuch Rhein-Neckar-Kreis. Ubstadt-Weiher 1996, ISBN 3-929366-27-4, S. 40